# Hamptjärnen (Ängersjö socken, Hälsingland)
Hamptjärnen är en sjö i Härjedalens kommun i Hälsingland och ingår i Ljusnans huvudavrinningsområde.